# Лусијен Кар
Лусијен Кар (енгл. Lucien Carr; 1. март 1925. - 28. јануар 2005) је био важан члан изворничке групе Бит Генерације (енгл. Beat Generation) из Њуjorka 1940.; након тога је дуго радио као уредник за Интернционално Удружење Штампа (енг. United Press International, UPI).

## Рани почеци
Кар је рођен у Њујоркy. Након што су му се родитељи развели 1930., млади Лусијен и његова мајка су се преселили у Сент Луис; где је провео остатак детињства.
Са дванаест година је Кар упознао Камерера. Камерер је био професор енглеског језика и инструктор физичког васпитања на Вашингтон универзитету у Сент Луису. Камерера и Буроуз су били другари из детињства, ишли су заједно у основну школу и као млади момци су путовали кроз Париз и откривали ноћни живот заједно. Кар и Камерера су се упознали када је Камерера био вођа извиђачког одреда.
Следећих пет година, Камерера је пратио Кара у сваку школу коју је уписао. Кар после инсистира да га је Камерера уходио, његова фамилија и пријатељи подржавају ту тврдњу. Било да је Камерерова пажња била пријатна или непријатна за младића је питање дискусије за оне који записују историју Бит генерације. Једино што није под питањем јесте да је Кар мењао школе често, и да га је Камерера пратио до сваке. Понекад би причали. Кар је инсистирао, и Буроуз је веровао, да никад није имао сексуалне односе са Камерером.

## Kолумбија и Бит генерација
Kао бруцош Kар је био познат као изузетан студент. На универзитету се придружио дебатском и књижевном тиму, познат као .
Током студирања на Унверзитету Kолумбије Kар је упознао и спријатељио се са Ален Гинзбергом (енгл. Allen Ginsberg). Брзо након њиховог сусрета, Kар је упознао Kеруеца, тадашњег двадесетгодишњака пред крај своје каријере као морнар. Kар је спријатељио Гинзберга и Kеруеца са својим другом Вилијамом Буроуз и тако је почела Бит сцена Њујорка, са Kаром у центру свега.